# André Thévenin
André Thévenin, né le 25 janvier 1930 à Scye et mort le 3 septembre 2017 à Vesoul, est un préhistoricien et protohistoricien français, responsable en 1990 de l'UA 1223 au Centre national de la recherche scientifique (CNRS), Centre de recherches pré- et protohistoriques pour le Nord-Est de la France à l'université de Besançon, faculté des lettres et sciences humaines.

## Biographie
Il est président de la société d'agriculture, lettres, sciences et arts de la Haute-Saône, de 1988 à 1990.
Ses obsèques ont eu lieu en l'église du Sacré-Cœur de Vesoul.

## Publications

### Articles
- André Thévenin, « Brève étude sur le camp préhistorique de Cita, commune d'Echenoz-la-Méline, canton de Vesoul (Haute-Saône) », Bulletin de la Société préhistorique de France, vol. 58, no 7,‎ 1961, p. 422-433 (lire en ligne)
- André Thévenin, « G. Cordier, Inventaire des mégalithes de la France, I. Indre-et-Loire. », Revue archéologique du Centre de la France, vol. 26, nos 26-1,‎ 1987, p. 107-108 (lire en ligne)
- André Thévenin, « Les galets gravés et peints de l'abri de Rochedane (Doubs) et le problème de l'art azilien », Gallia préhistoire, vol. 26, nos 26-1,‎ 1983, p. 139-188 (DOI 10.3406/galip.1983.1714)
- A. Thévenin, « Ducrocq T. (2001) - Le Mésolithique du bassin de la Somme », Bulletin de la Société préhistorique française, vol. 99, no 4,‎ 2002, p. 841-843 (lire en ligne)

### Ouvrages
- Les Cimetières mérovingiens de la Haute-Saône, vol. 80 (archéologie 20), coll. « Annales littéraires de l'Université de Besançon », 1968, 123 p.